# Slobidka-Hlușkovețka, Iarmolînți
Slobidka-Hlușkovețka (în ucraineană Слобідка-Глушковецька) este un sat în comuna Hlușkivți din raionul Iarmolînți, regiunea Hmelnîțkîi, Ucraina.

## Demografie
Componența lingvistică a localității Slobidka-Hlușkovețka
     Ucraineană (99,65%)
     Alte limbi (0,35%)
Conform recensământului din 2001, majoritatea populației localității Slobidka-Hlușkovețka era vorbitoare de ucraineană (99,65%), existând în minoritate și vorbitori de alte limbi.